# Marc Hester
Marc Hester Hansen (født 28. juni 1985 i København) er en dansk forhenværende cykelrytter. I 2017 kørte han for Team Wiggins, og tidligere har han kørt for Team Christina Watches-Onfone og ONE Pro Cycling. Hans foretrukne disciplin var banecykling.
På banen har han vundet danmarksmesterskabet i scratch, ligesom han sammen med Iljo Keisse vandt Københavns seksdagesløb i 2012.